# Bermuda Open 1976
Il Bermuda Open 1976 è stato un torneo di tennis giocato sulla terra rossa. È stata la 2ª edizione del Bermuda Open che fa parte del Commercial Union Assurance Grand Prix 1976. Si è giocato a Hamilton nelle Bermuda dal 13 al 19 settembre 1976.

## Campioni

### Singolare
Cliff Richey ha battuto in finale  Gene Mayer con il punteggio di 7–6, 6–2

### Doppio
Mike Cahill /  John Whitlinger hanno battuto in finale  Dick Crealy /  Ray Ruffels con il punteggio di 6–4, 4–6, 7–6